# Привітівка
Приві́тівка — село у Зарічненській громаді Вараського району Рівненської області України. Утворене у 1855 році.
Населення станом на 1 січня 2007 року становить 575 чол.
У селі є школа ІІ ступеня, фельдшерсько-акушерський пункт, сільський клуб.
На території села Кутин нараховується 166 дворів, де проживає 434 жителів. Площа населеного пункту становить 140,80 га, площа господарської території 634 га.

## Історія
Перша документальна згадка про село Кутин датована 1522 роком. За Андрусівським договором 1667 року майже вся Правобережна Україна, у тому числі і Рівненщина, увійшла до складу Польщі. У 1793—1795 роках ці землі були анексовані Росією. Село Кутин входило до Пінського повіту Мінської губернії.
У 1908 році в селі Кутин була відкрита церковно-приходська школа. Навчання велося російською мовою. У цій школі навчалися також діти з найближчих сіл: Зодавжа, Заозір'я, Любиня.
Під час Першої світової війни (а саме у 1915 році) через село проходила лінія фронту, тож селяни змушені були залишити село. Біженці із села Кутин жили у Муравині, Серниках. Бойові дії на території села припинилися у 1916 році, що дало кутинянам змогу повернутися та відбудовувати село.
З 1921 до 1939 року село перебувало під владою Польщі та увійшло до складу Пінського повіту Брестського воєводства. Панський маєток «Плянта» заселили польські сім'ї. Сільські хлопці проходили військову службу у польському війську. Польські власті перешкоджали розвиткові української культури в селі. Початкова школа містилася у невеличкому приватному приміщенні. Поряд з іншими дисциплінами у школі вивчали також Закон Божий. Навчання велося на польській мові.
У вересні 1939 року село зайняла Червона Армія. Відбулася конфіскація землі, худоби та майна, що належало панам.

## Населення
За переписом населення 2001 року в селі мешкало 580 осіб.

### Мова
Розподіл населення за рідною мовою за даними перепису 2001 року:
| Мова       | Відсоток |
| ---------- | -------- |
| українська | 99,31 %  |
| російська  | 0,51 %   |
| білоруська | 0,17 %   |